# Выборы в Курскую областную думу (2016)
Выборы депутатов Курской областной думы шестого созыва состоялись в Курской области 18 сентября 2016 года в единый день голосования, одновременно с выборами в Государственную думу РФ. Выборы проходили по смешанной избирательной системе: из 45 депутатов 22 избирались по партийным спискам (пропорциональная система), остальные 23 — по одномандатным округам (мажоритарная система). Для попадания в областную думу по пропорциональной системе партиям необходимо преодолеть 5%-й барьер. Срок полномочий депутатов — пять лет.
На 1 июля 2016 года в области было зарегистрировано 940 278 избирателей. Явка составила 46,69 %.

## Ключевые даты
- 9 июня Курская областная дума назначила выборы на 18 сентября 2016 года (единый день голосования).[2]
  - 10 июня постановление о назначении выборов было опубликовано в СМИ.[3]
- 9 июня Избирательная комиссия Курской области утвердила календарный план мероприятий по подготовке и проведению выборов.[3]
- с 11 июня по 10 июля — период выдвижения кандидатов и списков.[3]
  - агитационный период начинается со дня выдвижения и заканчивается и прекращается за одни сутки до дня голосования.[3]
- по 14 июля — период представления документов для регистрации кандидатов и списков.[3]
- с 20 августа по 16 сентября — период агитации в СМИ.[3]
- 17 сентября — день тишины.[3]
- 18 сентября — день голосования.

## Участники

### Выборы по партийным спискам
По единому округу партии выдвигали списки кандидатов. Для регистрации выдвигаемого списка партиям требовалось собрать от 4721 до 5193 подписей избирателей (0,5 % от числа избирателей).
| 1 | Коммунистическая партия Российской Федерации | Николай Иванов • Александр Анпилов • Светлана Канунникова   | 23 | 70 | зарегистрирован                                                     |
| 2 | Справедливая Россия                          | Александр Четвериков • Александр Шафоростов • Грант Казарян | 23 | 64 | зарегистрирован                                                     |
| 3 | Яблоко                                       | Ольга Ли • Алексей Шеставин • Юрий Добров                   | 18 | 21 | регистрация отменена решением суда                                  |
| 4 | Единая Россия                                | Александр Михайлов • Евгения Ламонова • Валерий Рязанский   | 23 | 69 | зарегистрирован                                                     |
| 5 | Зелёные                                      | Татьяна Черникова • Павел Тарасов • Ирина Семина            | 23 | 53 | зарегистрирован                                                     |
| 6 | ЛДПР                                         | Владимир Жириновский • Владимир Федоров                     | 23 | 67 | зарегистрирован                                                     |
| — | Патриоты России                              | Александр Руцкой • Светлана Сидорова • Ирина Полянская      | 23 | 40 | отказано в регистрации (выявлено более 10 % недостоверных подписей) |
| — | Коммунисты России                            | Мухамедали Гусейнов • Артём Вакарев • Екатерина Вакарева    | 23 | 72 | отказано в регистрации (выявлено более 10 % недостоверных подписей) |
| — | Российский общенародный союз                 | Сергей Савельев • Борис Свиридов • Валерий Майков           | 23 | 47 | отказано в регистрации (не представлены документы для регистрации)  |
| — | Партия Роста                                 | Александр Федулов • Лариса Кузнецова • Гамзат Исалмагомедов | 23 | 48 | отказано в регистрации (не представлены документы для регистрации)  |
| — | Родина                                       | Валерий Акиньшин • Юрий Пустовой • Алексей Панищев          | 23 | 63 | отказано в регистрации (недостаточное количество подписей)          |
| *Региональная группа соответствует одному одномандатному округу и должна включать от 1 до 3 кандидатов. Региональных групп должно быть 23. |                                              |                                                             |    |    |                                                                     |
| **Без учёта выбывших кандидатов. Общее число кандидатов не должно превышать 72 человек.                                                    |                                              |                                                             |    |    |                                                                     |

### Выборы по округам
По 23 одномандатным округам кандидаты выдвигались как партиями, так и путём самовыдвижения. Кандидатам требовалось собрать 3 % подписей от числа избирателей соответствующего одномандатного округа.
| Партия | Партия                                       | Кандидатов |
| ------ | -------------------------------------------- | ---------- |
|        | Единая Россия                                | 23         |
|        | Коммунистическая партия Российской Федерации | 19         |
|        | Коммунисты России                            | 1          |
|        | ЛДПР                                         | 23         |
|        | Патриоты России                              | 2          |
|        | Справедливая Россия                          | 22         |
|        | Яблоко                                       | 15         |
|        | Самовыдвижение                               | 4          |
| Всего  | Всего                                        | 109        |

| №  | Состав                                                      | Избирателей |
| -- | ----------------------------------------------------------- | ----------- |
| 1  | частично город Курск                                        | 44 866      |
| 2  | частично город Курск                                        | 44 095      |
| 3  | частично город Курск                                        | 43 240      |
| 4  | частично город Курск                                        | 43 871      |
| 5  | частично город Курск                                        | 41 082      |
| 6  | частично город Курск                                        | 44 340      |
| 7  | частично город Курск                                        | 42 169      |
| 8  | частично город Курск                                        | 43 546      |
| 9  | Курский район                                               | 43 531      |
| 10 | город Щигры, Солнцевский район, Щигровский район            | 38 018      |
| 11 | Касторенский район, Советский район, Черемисиновский район  | 41 024      |
| 12 | Горшеченский район, Мантуровский район, Тимский район       | 36 267      |
| 13 | Обоянский район, Пристенский район                          | 40 089      |
| 14 | Большесолдатский район, Медвенский район, Октябрьский район | 43 395      |
| 15 | город Курчатов                                              | 35 292      |
| 16 | город Льгов, Курчатовский район, Льговский район            | 43 092      |
| 17 | Беловский район, Суджанский район                           | 38 474      |
| 18 | Глушковский район, Кореневский район                        | 34 850      |
| 19 | Рыльский район, Хомутовский район                           | 37 770      |
| 20 | Дмитриевский район, Железногорский район, Конышёвский район | 37 231      |
| 21 | частично город Железногорск                                 | 42 612      |
| 22 | частично город Железногорск                                 | 40 998      |
| 23 | Золотухинский район, Поныровский район, Фатежский район     | 45 828      |

## Результаты
| Место                      | Место                      | Партия                     | по областным спискам | по областным спискам | по областным спискам | по одно- мандатным округам | всего         | всего   |
| Место                      | Место                      | Партия                     | Голоса               | %                    | Получено мест        | Получено мест              | Получено мест | %       |
| -------------------------- | -------------------------- | -------------------------- | -------------------- | -------------------- | -------------------- | -------------------------- | ------------- | ------- |
|                            | 1.                         | «Единая Россия»            | 221 086              | 50,17 %              | 13                   | 22                         | 35            | 77,78 % |
|                            | 2.                         | ЛДПР                       | 81 269               | 18,44 %              | 4                    | 0                          | 4             | 8,89 %  |
|                            | 3.                         | КПРФ                       | 79 924               | 18,14 %              | 4                    | 1                          | 5             | 11,11 % |
|                            | 4.                         | «Справедливая Россия»      | 30 834               | 6,99 %               | 1                    | 0                          | 1             | 2,22 %  |
|                            |                            |                            |                      |                      |                      |                            |               |         |
|                            | 5.                         | «Зелёные»                  | 11 241               | 2,55 %               | 0                    | 0                          | 0             | 0 %     |
|                            |                            | «Яблоко»                   | —                    | —                    | —                    | 0                          | 0             | 0 %     |
|                            |                            | «Патриоты России»          | —                    | —                    | —                    | 0                          | 0             | 0 %     |
|                            |                            | «Коммунисты России»        | —                    | —                    | —                    | 0                          | 0             | 0 %     |
|                            |                            | Самовыдвижение             | —                    | —                    | —                    | 0                          | 0             | 0 %     |
| Недействительные бюллетени | Недействительные бюллетени | Недействительные бюллетени | 16 281               | 3,69 %               |                      |                            |               |         |
| Всего                      | Всего                      | Всего                      | 440 635              | 100 %                | 22                   | 23                         | 45            | 100 %   |